# Dirección de producción
La dirección de producción es una figura ligada a la producción audiovisual que asume la responsabilidad organizativa. El director o directora de producción es una persona experta en organización y logística de rodaje y, bajo las órdenes de quien asume la producción ejecutiva, ha de preparar un plan idóneo y su correspondiente presupuesto, aunque normalmente trabaja con un borrador del plan y presupuestos que realiza esta producción ejecutiva a la que asume la realización de las contrataciones más importantes.
También realiza el desglose de tal manera que la película se ruede de la manera más económica posible, hace las gestiones necesarias para el alojamiento y la comida cuando se rueda en exteriores y supervisa la relación entre la producción y los proveedores y operarios que no formen parte del equipo de producción.
La persona que asume la dirección de producción debe tener un perfil directivo y financiero, además de un profundo conocimiento de todas las disciplinas de producción incluyendo un claro entendimiento de las interacciones entre todas ellas durante el proceso de producción. Esto incluye la capacidad de contratar personal, materiales, servicios, comunicaciones, relaciones laborales, permisos, reservas, agendas, seguros y en general una gestión y administración de dichas operaciones fiable y segura.